# 紅色系列
《紅色系列》（日語：ドラマ・赤いシリーズ）是日本TBS電視台和大映電視台於1974年、1975年、1976年、1977年、1978年、1979年、1980年、2006年製作的11部懸疑連續劇的總稱，刻畫和展現了在試煉和困難中前行的各式女性的姿態。當時人氣高昂的偶像歌手山口百惠參與了其中7部作品的演出（1部作品為客串）、在這之中更是擔任3部作品的主演。

## 作品列表
- 赤的迷路（1974～1975年 主演：宇津井健）
- 赤的疑惑（血疑）（1975～1976年 主演：宇津井健、山口百惠）
- 赤的命運（1976年 主演：宇津井健、山口百惠）
- 赤的衝擊（红的冲击）（1976年～1977年 主演：山口百惠、三浦友和）
- 赤的激流（1977年 主演：宇津井健、水谷豐）
- 赤之絆 （紅的鎖鏈）（1977年～1978年 主演：山口百惠、左幸子、國廣富之）
- 紅色激突（1978年 主演：宇津井健、松尾嘉代）
- 血的風波（1979年～1980年 主演：柴田恭兵、能瀨慶子）
- 赤之魂（1980年 主演：杉浦直樹、司葉子、濱田朱里）
- 紅色死線（1980年 這部作品以特别劇的形式播放）
- 紅色奇蹟（2006年 主演：深田恭子）

## 2005年重拍版
- 其中2部作品以堀製作45周年・TBS開局50周年記念作品「紅色系列2005」的形式於2005年上映。

1. 赤的疑惑（血疑）（2005年6月15日、22日、29日 水曜Première節目 3週連續 主演：石原聰美）
2. 赤的命運（2005年10月4日、5日、6日・3日間連續播放 主演：綾瀨遙）

## 外部連結
- （日語）TBS電視台放送50周年電視劇特別企劃「赤的疑惑」
- （日語）TBS電視台放送50周年電視劇特別企劃「赤的命運」
- （日語）TBS電視台放送50周年電視劇特別企劃「紅色奇蹟」